# Регија велике јужне равнице
Регија велике јужне равнице (мађ. Dél-Alföld) је једна од седам европских административних јединица Мађарске, налази се на југоисточном делу државе. Припадајуће жупаније су Бач-Кишкун, Бекеш и Чонград. Центар регије је град Сегедин. 

## Статистички подаци
- Површина: 18.339
- Број становника: 1.367.000
- Густина насељености: 75 /km²

### Регија велике јужне равнице()
(У загради, поред котарског имена и оригиналног Мађарског имена, су подаци о броју становника из пописа од 1. јануара 2005. године.): 

#### Бач-Кишкун(Bács-Kiskun megye)
- Бачалмашки Bácsalmási kistérség; (18.294)
- Бајски Bajai kistérség; (76.318)
- Јаношхалмски Jánoshalmi kistérség; (17.260)
- Калочајски Kalocsai kistérség; (55.288)
- Кечкеметски Kecskeméti kistérség; (168.704)
- Кишкерешки Kiskőrösi kistérség; (58.218)
- Кишкунфелеђхазашки Kiskunfélegyházi kistérség; (50.528)
- Кишкунхалашки Kiskunhalasi kistérség; (46.761)
- Кишкунмајшки Kiskunmajsai kistérség; (17.088)
- Кунсентмиклошки Kunszentmiklósi kistérség; (32.040)

#### Бекеш()
- Бекешчабачки Békéscsabai kistérség; (73.904)
- Бекешки Békési kistérség; (56.531)
- Ђулашки Gyulai kistérség; (52.829)
- Мезековачхазачки Mezőkovácsházi kistérség; (44.459)
- Орошхазајски Orosházi kistérség; (62.835)
- Шаркадијски Sarkadi kistérség; (25.138)
- Сарвашки Szarvasi kistérség; (31.385)
- Сегхаломски Szeghalmi kistérség; (42.509)

#### Чонград()
- Чонградски Csongrádi kistérség; (24.678)
- Ходмезевашархељски Hódmezővásárhelyi kistérség; (58.954)
- Киштелечки Kisteleki kistérség; (19.387)
- Макојски Makói kistérség; (49.696)
- Морахалмачки Mórahalmi kistérség; (26.212)
- Сегедински Szegedi kistérség; (201.602)
- Сентешки Szentesi kistérség; (44.320)

## Географија
Регија велике јужне равнице се поклапа са администарском туристичком регијом Мађарске. Највише је развијен сеоски туризам на салашима. Највећи врх у регији је брдо Олом (мађ. Ólom-hegy) са највишим врхом од 174 m.
Бач-Кишкун
Најпознатије туристичке дестинације поред градова Кечкемета, Калоче и Баје су Бугац и село Хајош са 12.000 винских подрума, где се сваког маја одржава вински фестивал. Такође је позната и калочка паприка, халашка чипка и ракија кајсијевача из Кечкемета (barackpálinka)
 Бекеш
Главна атракција ове жупаније је средњовековна тврђава у Ђули. Такође је популарна кобасица (csabai kolbász), салама (gyulai szalámi) и ракија (békési szilvapálinka).
Чонград
Најпопуларнија дестинација је град Сегедин са музејима и галеријама, средњовековним палатама (Dóm tér (Szeged)). Такође је популарна пуста (ópusztaszer), која је уједно и национални парк (Nemzeti Történeti Emlékpark). Храна је исто позната и то паприка (szegedi fűszerpaprika) и салама (Pick-szalámi).

## Насеља

### Жупанијски центри
- Бач-Кишкун (жупанија): Кечкемет Kecskemét;
- Бекеш (жупанија) : Бекешчаба Békéscsaba;
- Чонград (жупанија) : Сегедин Szeged;, Ходмезевашархељ Hódmezővásárhely;

### Градови

#### Бач-Кишкун (жупанија)
| - Баја ; (38.143) - Кишкунфелеђхаза Kiskunfélegyháza; (32.081) - Кишкунхалаш Kiskunhalas; (29.688) - Калоча Kalocsa; (18.449) - Кишкереш Kiskőrös; (15.263) - Кишкунмајша Kiskunmajsa; (21.091) - Тисакечке Tiszakécske; (11.878) - Лајошмиже Lajosmizse; (11.159) - Јаношхалма Jánoshalma; (9.866) - Кецел ; (9.259) | - Кунсентмиклош Kunszentmiklós; (9.078) - Шолтвадкерт Soltvadkert; (7.782) - Бачалмаш Bácsalmás; (7.694) - Шолт ; (7.063) - Сабадсалаш Szabadszállás; (6.680) - Исак ; (6.187) - Керекеђхаза Kerekegyháza; (6.051) - Томпа ; (4.899) - Дунавече Dunavecse; (4.249) |

- Бекеш (жупанија) : Ђула ; Весте Vésztő; Орошхаза Orosháza; Мезековачхаза Mezőkovácsháza; Бекеш Békés; Батања Battonya; Сарваш Szarvas; Тоткомлош Tótkomlós; Ђомаендред Gyomaendrőd; Физешђармат Füzesgyarmat; Мезеберењ Mezőberény; Мезехеђеш Mezőhegyes; Шаркад Sarkad; Чорваш Csorvás; Сегхалом Szeghalom; Елек Elek; Девавања Dévaványa;
- Чонград (жупанија) : Сентеш Szentes; Мако Makó; Чонград Csongrád; Шандорфалва Sándorfalva; Киштелек Kistelek; Миндсент Mindszent; Морахалом Mórahalom;

### Општине

#### Бач-Кишкун (жупанија)
| - Агашеђхаза ; - Акасто ; - Апоштаг ; - Бачбокод ; - Бачборшод ; - Бачсентђерђ ; - Бачселеш ; - Балосег ; - Балотасалаш ; - Батмоноштор ; - Баћа ; - Боча ; - Борота ; - Бугац ; - Бугацпустахаза ; - Варошфелд ; - Вашкут ; - Гара ; - Гатер ; - Гедерлак ; - Давод ; - Драгсел ; - Дунаеђхаза ; - Дунафалва ; - Дунапатај ; | - Дунасентбенедек ; - Дунатететлен ; - Душнок ; - Ершекчанад ; - Ершекхалма ; - Жана ; - Имрехеђ ; - Јакабсалаш ; - Јассентласло ; - Кашканћу ; - Каћмар ; - Келебија ; - Келешхалом ; - Кишсалаш ; - Кемпец ; - Кунадач ; - Кунбаја ; - Кунбарач ; - Кунфехерто ; - Кунпесер ; - Кунсалаш ; - Ладањбене ; - Лакителек ; - Мадараш ; - Матетелке ; | - Мељкут ; - Мишке ; - Морицгат ; - Нађбарачка ; - Намешнадудвар ; - Њарлеринц ; - Ордаш ; - Орговањ ; - Ерегчерте ; - Пахи ; - Палмоноштора ; - Петефисалаш ; - Пирто ; - Рем ; - Сакмар ; - Салксентмартон ; - Санк ; - Сенткираљ ; - Серемле ; - Табди ; - Таш ; - Татахаза ; - Тазлар ; - Тисаалпар ; - Тисауг ; | - Усод ; - Ујшолт ; - Ујтелек ; - Фајс ; - Фелшелајош ; - Фелшесентиван ; - Фокте ; - Филепхаза ; - Филепјакаб ; - Филепсалаш ; - Хајош ; - Харкакетењ ; - Харта ; - Хелвеција ; - Херцегсанто ; - Хомокмеђ ; - Часартелтеш ; - Чатаља ; - Чавољ ; - Ченгед ; - Чикериа ; - Чољошпалош ; - Шолтсентимре ; - Шикешд ; |

#### Бекеш (жупанија)
| - Алмашкамараш ; - Бекешшамшон ; - Бекешсентандраш ; - Белмеђер ; - Бихаругра ; - Буча ; - Вегеђхаза ; - Гадорош ; - Герендаш ; - Гест ; - Добоз ; - Домбеђхаз ; - Домбиратош ; - Ечегфалва ; - Жадањ ; | - Камут ; - Кардош ; - Кардошкут ; - Касапер ; - Кертессигет ; - Кетеђхаза ; - Кетшопроњ ; - Кевермеш ; - Кишдомбеђхаз ; - Кондорош ; - Керешладањ ; - Керешнађхаршањ ; - Керештарча ; - Керешујфалу ; - Кетеђан ; | - Кунагота ; - Лекешхаза ; - Мађарбанхеђеш ; - Мађардомбеђхаз ; - Међешбодзаш ; - Међешеђхаза ; - Мезеђан ; - Мехкерек ; - Муроњ ; - Нађбанхеђеш ; - Нађкамараш ; - Нађсенаш ; - Окањ ; - Ермењкут ; - Пустафелдвар ; | - Пустаотлака ; - Сабадкиђош ; - Тархош ; - Телекгерендаш ; - Ујкиђош ; - Ујсалонта ; - Хуња ; - Чабачид ; - Чабасабади ; - Чанадапаца ; - Чардасалаш ; - Шаркадкерестур ; |

#### Чонград (жупанија)
| - Алђе ; - Амброзфалва ; - Апатфалва ; - Арпадхалом ; - Ашотхалом ; - Бакс ; - Балашћа ; - Бордањ ; - Дерекеђхаз ; - Деск ; - Домасек ; - Доц ; - Еперјеш ; - Жомбо ; - Закањсек ; | - Кираљхеђеш ; - Кисомбор ; - Кларафалва ; - Кевеђ ; - Кибекхаза ; - Мађарчанад ; - Марошлеле ; - Мартељ ; - Нађер ; - Нађлак ; - Нађмагоч ; - Нађтеке ; - Офелдеак ; - Опустасер ; - Етемеш ; | - Питварош ; - Пустамергеш ; - Пустасер ; - Реске ; - Ружа ; - Саћмаз ; - Сегвар ; - Секкуташ ; - Тисасигет ; - Темеркењ ; - Ујсентиван ; - Илеш ; - Фабианшебешћен ; - Фелђе ; - Ференцсалаш ; | - Форашкут ; - Фелдеак ; - Чанадалберти ; - Чанадпалота ; - Чањтелек ; - Ченгеле ; |